# Sommières
Sommières település Franciaországban, Gard megyében. Lakosainak száma 5028 fő (2022. január 1.). Sommières Boisseron, Campagne, Galargues, Aspères, Junas, Salinelles, Villevieille és Saussines községekkel határos.

## Népesség
A település népessége az elmúlt években az alábbi módon változott:
| Lakosok száma | 3311 | 2934 | 3250 | 4505 | 4536 | 4753 | 4917 | 5050 | 5053 | 5028 |
|               | 1968 | 1982 | 1990 | 2006 | 2013 | 2015 | 2017 | 2019 | 2020 | 2022 |